# Бурдари, Поль
Поль Бурдари (фр. Paul Bourdarie; 19 июля 1864, Montfaucon — 21 февраля 1950, Vayrac) — французский путешественник, журналист, лектор и профессор. Известен как лектор по колониальной тематике, читал лекции о выращивании хлопка и одомашнивании африканских слонов . Один из основателей Парижской соборной мечети.

## Биография

### Ранние годы (1864—1894)
Поль Бурдари родился 19 июля 1864 года в коммуне Монфокон. В 1893 году предпринял исследовательское путешествие в Конго. В своём отчете об экспедиции он написал о культуре выращивания лайма, строительстве ферм и порта в Пуэнт-Нуар, конечной точке железной дороги Браззавиль. Он также выступил за одомашнивание африканских слонов (в то время они ещё использовались как носильщики). Бурдари писал также о проблемах добычи каучука; по итогам его исследований министр колоний и музеев принял решение импортировать вид Гевея бразильская в Гвинею, Кот д’Ивуар и Дагомею, а Palaquium gutta — в Габон.

### Общество Африки (1894—1897)
С 1894 по 1897 года был генеральным секретарём Общества Африки (фр. Société africaine de France). В 1895 году делегировался в делегацию Габона-Конго от колонистов, высказался о подходе к колонизации Пьетро-Паоло ди Брацца. В 1897 году в газете «La France Noire» признал заслуги Брацца в колонизации Конго, но выступил против его назначения на пост генеральным комиссаром, отметив оппозиционный настрой по отношению к нему со стороны колонистов.
В 1895 году арабский переводчик Джебари рассказал, что колонизатор Поль Флаттерс и его экспедиция выжили и находятся в плену у истока реки Тауа. С целью изучить полученные сведения французской стороной был сформирован комитет «экспертов» по Африке. В него вошли лейтенант Людовик де Полиньяк, врач Жан-Мари Байоль, юрист Бернар д'Аттану, путешественник Фердинан де Беагль и Поль Бурдари.
Бурдари и Беагль выступили с речами и отметили важность объединения колонистов для защиты колоний, Бурдари также подготовил экспедицию в Чад. В ходе исследований было предложено построить железную дорогу вокруг Банги (ныне ЦАР).

### Журналист и лектор (1897—1908)
В 1896 году Бурдари стал вести колонку «Искусство колонизации» в газете «La France Noire» после ухода Беагля. С 1896 по 1898 годы выпустил курс лекций по приручению диких слонов. После серии лекций в Бельгии был пожалован ко двору Леопольда II, ему было поручено узнать о попытках приручения слонов в монастырях Конгрегация Святого Духа. В 1904 году выступал на тему увеличения объёма текстильной промышленности и выращивания хлопка на африканском континенте.
В 1906 году основал журнал Revue indigène, направленный на либерализм в отношении коренных народов. Журнал издавался в Париже с 1906 по 1932 год под протекторатом коренных жителей колоний. Он выступал за создание институтов, модернизацию в сотрудничестве с колониальными властями, предоставление коренным жителям права голоса и гражданства Франции, сохранение коренными народами традиций, обычаев и культур. Журнал имел популярность у мусульман Северной Африки.

### Профессор (1908—1920)
В 1908 году получил должность профессора в колледже социальных наук, под руководством Эрнеста Делба. До 1914 года читал лекции по истории и социологии Французской Экваториальной Африки. В 1909 году совместно с профессором Полем Пелле основал Souvenir Colonial Français для создания мемориальных досок французским колонизаторам. В 1910 году совершил поездку в Тунис, с 1914 по 1920 год читал курс лекции о политике и «колониальных уроках войны». В 1915 году предложил идею создания Парижской соборной мечети, совершил поездку в Марокко, посетил города Касабланка, Рабат, Марракеш, Фес, Таза, Эль-Джадида и Сафи.

### Последние годы (1919—1950)
С 1917 по 1921 года был делегатом Колониальной хлопковой ассоциации (фр. Association cotonnière coloniale). В 1919 году председал в колониальном отделе Лиги Наций, поддерживал отделение Грузии и Азербайджана от Российской империи. В 1920 году — в высшем совете колоний. В это время Бурдари, губернатор Альфред Альбер Мартино и этнограф Морис Делафос начали процесс создания Академии колониальных наук (фр. Académie des Sciences coloniales). 8 июля 1922 года Бурдари был назначен постоянным секретарём академии. В 1928 году получил звание офицера народного просвещения, в 1929 году — в академии Транссахарской дороги, секретарь Международной колониальной выставки.

## Память
- В честь Бурдари был назван вид рыб Enteromius bourdariei[англ.][12].

## Публикации
- Paul Bourdarie, Les Chemins de fer du Congo et du Centre-Afrique (Extrait des 'Questions diplomatiques et coloniales'), Paris: impr. de F. Levé, p. 33
- Paul Bourdarie (1894), A la Côte du Congo français (notes et impressions) (conférence faite à la Société africaine de France, décembre 1893), Paris: Librairie africaine, p. 32
- Paul Bourdarie (1896), La Domestication de l'éléphant d'Afrique, par Paul Bourdarie (Extrait du "Bulletin de la Société nationale d'acclimatation de France". Mars-avril 1896), Paris: Société nationale d'acclimatation de France, p. 23
- Paul Bourdarie (1898), L'Éléphant d'Afrique, mesures internationales de protection (Extrait du "Compte rendu du Congrès international de Bruxelles". 1897), Bruxelles: Impr. des travaux publics, p. 27
- Paul Bourdarie (1899), Fachoda, la mission Marchand, la question d'Égypte, le Bahr-el-Ghazal, la convention du 21 mars 1899, Paris: impr. de F. Levé, p. 32
- Paul Bourdarie (1901), Le Congo français, histoire, géographie, colonisation, Bulletin de la Société amicale des originaires du Lot (conférence faite en la salle de la Société de géographie, le 27 mars 1901), Paris: impr. de L. Duc: 50
- Paul Bourdarie (1904), Trois Figures d'Afrique : Ferdinand de Béhagle, explorateur ; Alexis Rousset, administrateur colonial ; Lucien Dyé, sous-lieutenant d'infanterie coloniale (Extrait de "la France de demain"), Paris, p. 24{{citation}}:  Википедия:Обслуживание CS1 (отсутствует издатель) (ссылка)
- Paul Bourdarie (1904), Marcel Ruedel (ed.), La Colonisation belge, Bibliothèque de la France coloniale moderne, Paris: Société de l"Annuaire colonial', p. 24
- Paul Bourdarie (1906), Les Problèmes de la politique indigène et économique du Congo français (Extrait du "Bulletin de la Société normande de géographie". 2e cahier de 1906), Rouen : Impr. de L. Gy, p. 27{{citation}}:  Википедия:Обслуживание CS1 (отсутствует издатель) (ссылка)
- Paul Bourdarie (1916), La Grande guerre considérée au point de vue colonial. La Lutte des impérialismes coloniaux (Publié par la 'Revue des questions coloniales et maritimes' et la 'Revue indigène'. 1916), Thouars: Impr. nouvelle, p. 23
- Paul Bourdarie (1916), Les affaires de Turquie et la leçon coloniale des Balkans (Extrait de la "Revue indigène", nos de nov.-déc. 1912, janvier, avril, mai 1913), Paris: aux bureaux de la "Revue indigène", p. 139
- Paul Bourdarie (1920), L'Institut musulman et la mosquée de Paris (Extrait de la "Revue indigène", octobre-décembre 1919), Thouars: Impr. nouvelle, p. 16
- Paul Bourdarie (1921), Une politique coloniale française, Paris: Bibliothèque de la "Revue indigène", p. 43
- Paul Bourdarie (1922), L'Exploitation du domaine colonial. Un projet de collaboration étrangère, Thouars, Paris: Impr. nouvelle / Bibliothèque de la 'Revue des questions coloniales et maritimes', p. 20
- Paul Bourdarie (1922), L'Angleterre, l'Egypte et l'Hinde. L'Islam et la Politique internationale, Thouars, Paris: Impr. nouvelle / Bibliothèque de la 'Revue indigène', p. 32
- Paul Bourdarie (6 марта 1934), Notice sur les titres, les travaux et l'action coloniale, Paris: Impr. Jouve ; Société d'éditions géographiques, maritimes et coloniales, p. 30